# Alcyonidium candidum
Alcyonidium candidum är en mossdjursart som beskrevs av Ryland 1963. Alcyonidium candidum ingår i släktet Alcyonidium och familjen Alcyonidiidae. Inga underarter finns listade i Catalogue of Life.